# Paul Scheuring
Paul Scheuring (Aurora, Illinois; 20 de novembre de 1968) és un guionista i director de pel·lícules i de sèries de televisió estatunidenc.

## Biografia
Va néixer a Aurora, Illinois, Estats Units. És principalment conegut per ser el creador i coproductor executiu de la sèrie de televisió Prison Break, de la qual ha escrit set capítols: «Pilot», «Allen», «Tweener», «End of the Tunnel», «Flight», «Manhunt» i «Unearthed».
L'any 2000 va escriure el guió i va dirigir la pel·lícula 36K. També ha estat coguionista de les pel·lícules Skeleton Coast, Yucatan i Mexicali.

## Filmografia
| Any         | Títol          | Lloc                                              |
| ----------- | -------------- | ------------------------------------------------- |
| 2018        | Den of Thieves | Guionista                                         |
| 2008        | Mexicali       | Guionista                                         |
| 2006        | Skeleton Coast | Guionista                                         |
| 2005 - 2009 | Prison Break   | Creador, guionista principal i productor executiu |
| 2003        | A Man Apart    | Guionista                                         |
| 2000        | 36K            | Director, editor i Guionista                      |